# Bailly (kráter)
Nezaměňovat s jiným měsíčním kráterem podobného jména – Baily.

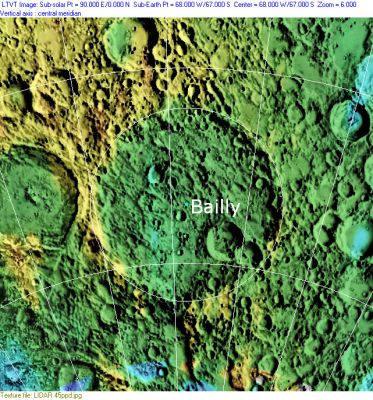
Kráter Bailly.

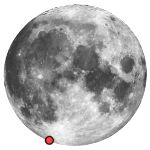
Poloha kráteru Bailly.

Bailly je rozlehlá valová rovina nacházející se v jihozápadním sektoru přivrácené strany Měsíce, jde o největší kráter na přivrácené polokouli. Kráter takových rozměrů lze směle zařadit mezi měsíční kotliny (pánve). Vzhledem ke své poloze blízko měsíčního okraje jej pozorovatel ze Země vidí značně zkresleně. Má průměr cca 303 km. Jeho dno je nerovné, uvnitř se nachází několik dalších satelitních kráterů.
Jižně od Baillyho leží kráter Le Gentil a západně Hausen. Dále na západ lze nalézt pohoří Montes Dörfel (neoficiální název).

## Název
Pojmenován je podle francouzského astronoma a politika Jeana Sylvaina Baillyho.

## Satelitní krátery
V okolí se nachází několik dalších kráterů. Ty byly označeny podle zavedených zvyklostí jménem hlavního kráteru a velkým písmenem abecedy (v tomto případě Bailly). Jsou to A, B, C, D, E, F, G, H, J, K, L, M, N, O, P, R, T, U, V, Y, Z.